# کورلئونه
کورلئونه (به ایتالیایی: Corleone، تلفظ: کورله‌اونه؛ به گویش سیسیلی: Cunigghiuni یا Curliuni) یک شهر کوچک در استان پالرمو در جزیره سیسیل ایتالیا است که حدود ۱۱,۱۵۸ نفر جمعیت دارد. این شهر در فاصله ۴۳ کیلومتری جنوب پالرمو قرار گرفته و به خاطر پیشینه تاریخی پیچیده و ارتباطش با سازمان‌های مافیایی شهرت جهانی پیدا کرده است.کورلئونه (به ایتالیایی: Corleone) یک کومونه در ایتالیا است که در استان پالرمو واقع شده‌است.
کورلئونه در منطقه‌ای کوهستانی واقع شده و مناظر طبیعی زیبایی شامل تپه‌های سرسبز، باغ‌های زیتون و مزارع مرکبات دارد. زبان اصلی مردم این منطقه ایتالیایی است، اما گویش محلی سیسیلی نیز رواج دارد. این شهر به دلیل نقش تاریخی‌اش در شکل‌گیری برخی از معروف‌ترین خانواده‌های مافیایی، از جمله خانواده جنایی کورلئونه شناخته می‌شود. امروزه کورلئونه علاوه بر جاذبه‌های تاریخی شامل کلیساها و بناهای قدیمی، به عنوان مرکز مهم کشاورزی در تولید محصولاتی مانند زیتون و گندم نیز فعالیت دارد و به تدریج به مقصدی برای گردشگران تبدیل شده است.کورلئونه زادگاه بسیاری از سرشناس ترین رهبران مافیا در سیسیل و آمریکا بوده است. چهره هایی مانند تامی گاگلیانو، گائتانو رینا، جک دراگنا، جوزپه مورلو، میشل ناوارا، لوسیانو لگیو، لئولوکا باگارلا، سالواتوره رینا و برناردو پروونزانو همگی از این شهر کوچک برخاسته اند. این شهر همچنین الهام بخش شخصیت های داستانی رمان معروف پدرخوانده اثر ماریو پوزو بوده که در سال ۱۹۶۹ منتشر شد. ویتو کورلئونه، شخصیت اصلی این داستان، نام خود را از این شهر گرفته است.
خانواده مافیایی کورلئونزی که در این شهر شکل گرفت، در دهه های ۸۰ و ۹۰ میلادی به قدرت رسید و به خشونت بارترین و بی رحم ترین گروه در تاریخ مافیا تبدیل شد. آنها با شدیدترین روش ها کنترل سازمان را در دست گرفتند.
کورلئونه با مساحتی حدود ۲۲۹۱۲ هکتار و تراکم جمعیت ۴۹ نفر در هر کیلومتر مربع، در منطقه ای کوهستانی واقع شده است. این شهر در دره ای میان صخره ماسکی و دو قلعه سوپرانو و سوتانو قرار دارد و ارتفاع آن از سطح دریا به ۵۴۲ متر می رسد. موقعیت جغرافیایی خاص این شهر که آن را در میان کوه ها پنهان کرده بود، به عنوان پناهگاهی امن برای فعالیت های مافیایی عمل می کرد.
هرچند امروزه از شدت فعالیت های مافیایی در این منطقه کاسته شده، اما شهرت کورلئونه به لطف کتاب ها و فیلم هایی مانند پدرخوانده، آن را به نمادی جهانی از مافیا تبدیل کرده است. این شهر کوچک که روزی مرکز قدرت یکی از خطرناک ترین شبکه های جنایی بود، اکنون بخشی از تاریخ سیسیل را در خود حفظ کرده است.

## تاریخچه کورلئونه
ریشه‌شناسی نام
منشأ نام کورلئونه نامشخص است و در طول تاریخ تغییرات زیادی داشته است. از نام یونانی باستان "کورولون" تا نام عربی-سیسیلی "قورلیون" در دوره امارت سیسیل، سپس به لاتین "کوریلیونوم" و در دوره نورمن‌ها به "کورایلیون" تغییر یافت. در دوره آراگونی به "کونیلیون" معروف شد که ریشه نام سیسیلی امروزی "کونیونیون" است. نام مدرن کورلئونه از سال ۱۵۵۶ رواج یافته است.
نظریه دیگری می‌گوید نام شهر از جنگجوی عربی به نام "کورلیون" (به معنای دل شیر) گرفته شده که در سال ۸۴۰ میلادی شهر را برای اغلبیان فتح کرد.
دوران باستان
منطقه کورلئونه از دوران پیش از تاریخ مسکونی بوده است. تحقیقات اخیر نشان‌دهنده سکونتگاه‌هایی در دو منطقه اصلی "پترالونگا" و "لا وچیا" (کوه پیر) است. این کوه با ارتفاع حدود ۱۰۰۰ متر در فاصله ۲ کیلومتری شهر امروزی قرار دارد.
دوران قرون وسطی
در سال ۸۴۰، کورلئونه توسط اغلبیان شمال آفریقا فتح شد. در دوره حکومت مسلمانان این شهر اهمیت اقتصادی، نظامی و استراتژیک یافت. در سال ۱۰۸۰ شهر توسط نورمن‌ها فتح شد و در ۱۰۹۵ به اسقف‌نشین پالرمو پیوست.
در سال ۱۱۸۰ شهر به اسقف‌نشین مونرئاله واگذار شد. در این دوره، کورلئونه عمدتاً توسط گیبلین‌های ایتالیایی از مناطق مختلف بازسازی شد.
تاریخ معاصر
کورلئونه در جنبش‌های اتحاد ایتالیا نقش داشت. در قرن نوزدهم، این شهر به مرکز جنبش‌های کارگری تبدیل شد. در جنگ جهانی اول، ۱۰۵ نفر از ساکنان شهر کشته شدند.
پس از جنگ جهانی دوم، کورلئونه به خاطر حضور تبهکاران خطرناکی مانند میشل ناوارا، لوسیانو لگیو، برناردو پروونزانو و سالواتوره رینا شهرت یافت. این افراد درگیر مبارزات خونین مافیایی بودند. ویتو چانچیمینو، شهردار سابق پالرمو که ارتباطاتی با باندهای مافیایی داشت نیز اهل کورلئونه بود.
این شهر کوچک که روزی مرکز قدرت یکی از خطرناک‌ترین شبکه‌های جنایی بود، امروزه بخشی از تاریخ پر فراز و نشیب سیسیل را در خود حفظ کرده است.

## خصوصیات
کورلئونه ۲۲۹ کیلومترمربع مساحت و ۱۱٬۳۷۳ نفر جمعیت دارد و ۶۰۰ متر بالاتر از سطح دریا واقع شده‌است.

## جغرافیای کورلئونه
کورلئونه در بخش جنوب غربی استان پالرمو واقع شده و مساحتی حدود ۲۲۹٫۴۶ کیلومتر مربع را در بر می‌گیرد. این شهر در منطقه‌ای کوهستانی و در یک حوضه طبیعی قرار گرفته که حدود ۶۰۰ متر از سطح دریا ارتفاع دارد. کورلئونه در فاصله ۱۰ کیلومتری جنوب کوه معروف روکا بوسامبرا واقع شده است.
همسایگان و تقسیمات اداری
کورلئونه با شهرستان‌های زیر هم‌مرز است:
- بیساکوئینو
- کامپوفلیچه دی فیتالیا
- کامپوفیوریتو
- کنتسا انتلینا
- کیوسا اسکلافانی
- گودرانو
- مزوجوزو
- مونرئاله
- پالازو آدریانو
- پریتزی
- روکامنا
تنانه روستای کوچک فیکوچا به عنوان بخشی از شهرستان کورلئونه محسوب می‌شود که به صورت یک محصوره در محدوده اداری مونرئاله قرار گرفته است.
ویژگی‌های طبیعی
موقعیت جغرافیایی کورلئونه در میان کوه‌ها و ارتفاعات، منظره‌ای چشم‌نواز به این منطقه بخشیده است. ارتفاع نسبتاً زیاد شهر از سطح دریا باعث شده تا آب و هوای معتدل‌تری نسبت به مناطق ساحلی سیسیل داشته باشد. این موقعیت کوهستانی در طول تاریخ هم به عنوان مزیت دفاعی و هم به عنوان محدودیت برای توسعه شهری عمل کرده است.

## جاذبه‌های اصلی کورلئونه
کلیسای جامع (Chiesa Madre)
این کلیسا که به سنت مارتین تورز اسقف فرانسوی قرن چهارم تقدیم شده، ساخت آن در اواخر قرن ۱۴ آغاز شد. معماری فعلی کلیسا نتیجه تغییرات و بازسازی‌های متعدد است. در داخل کلیسا، آثار هنری ارزشمندی از جمله مجسمه چوبی سن فیلیپو دآگیرا (قرن ۱۷)، مجسمه سن بیاجو (قرن ۱۶) و یک پانل مرمرین زیبا از تعمید مسیح به چشم می‌خورد.
کلیسای آدولوراتا
این کلیسای قرن هجدهمی به سنت لئولوكا، قدیس حامی منطقه تقدیم شده است.
سایر کلیساها
کلیسای سانتا روزالیا و کلیسای کوچک سانت آندره (هر دو از قرن ۱۷) با نقاشی‌های دیواری و آثار هنری مهم از دیگر جاذبه‌های مذهبی شهر هستند. زیارتگاه مادونا دل روزاریو دی تالیاویا (قرن ۱۹) نیز امروزه مقصد زائران در روز عروج مسیح است.
موزه مافیا و ضد مافیا (CIDMA)
این موزه در ۱۲ دسامبر ۲۰۰۰ با حضور مقامات عالی رتبه از جمله رئیس جمهور کارلو آزلیو چامپی افتتاح شد. موزه شامل بخش‌های مختلفی است:
- سالن پرونده‌های محاکمه بزرگ مافیا
- سالن پیام‌ها
- سالن درد
- سالن اختصاصی ژنرال کارلو آلبرتو دالا کیزا
در این موزه اسناد مهمی از مبارزات قضات بزرگی چون جووانی فالکونه و پائولو بورسلیینو به نمایش گذاشته شده است. عکس‌های لتیتزیا باتاگلیا از جنایت‌های مافیا و آثار شوبا (دختر باتاگلیا) از دیگر بخش‌های تأثیرگذار موزه هستند.
دره اژدها
در مسیر جاده کورلئونه به فیکوتزا، پدیده‌های طبیعی چشم‌نوازی وجود دارد:
- پل قدیمی روی رود فراتینا
- حفره‌های غول‌پیکر "ظرف‌های غول‌ها"
- استخرهای طبیعی با آب زلال
- پوشش گیاهی متنوع شامل درختان توت، انار و انجیر
- حیات وحش شامل لاک‌پشت‌ها، ماهی‌ها و پرندگان شکاری
آبشار دو روچه
در پارک طبیعی نزدیک مرکز تاریخی شهر، آبشار زیبایی قرار دارد که:
- مسیر دسترسی از محله سن جولیانو می‌گذرد
- در مسیر درختان صنوبر، بید و نارون دیده می‌شود
- حوضچه طبیعی بزرگ در پای آبشار تشکیل شده
- دیواره‌های سنگی با پوشش گیاهی خاص منطقه
این جاذبه‌ها ترکیبی از تاریخ، فرهنگ و طبیعت بکر منطقه کورلئونه را به نمایش می‌گذارند و بازدیدکنندگان می‌توانند همزمان با زیبایی‌های طبیعی، با تاریخ پر فراز و نشیب این شهر آشنا شوند.

## کورلئونه در ادبیات و سینما
شهرت جهانی کورلئونه تا حد زیادی مدیون آثار هنری است که از این شهر الهام گرفته‌اند:
پدرخوانده
- نام این شهر به عنوان نام خانوادگی شخصیت اصلی رمان ماریو پوزو و فیلم فرانسیس فورد کوپولا انتخاب شد
- در داستان، ویتو آندولینی از روستای کورلئونه مهاجرت می‌کند و نام زادگاهش را به عنوان نام خانوادگی برمی‌گزیند
- در نسخه سینمایی پدرخوانده قسمت دوم، ویتوی جوان که خجالتی است و انگلیسی بلد نیست، هنگام ورود به الیس آیلند توسط مأمور مهاجرت "کورلئونه" نامیده می‌شود
- در طول سه‌گانه سینمایی، اعضای خانواده کورلئونه چندین بار از این شهر بازدید می‌کنند
- جالب توجه اینکه آل پاچینو که نقش مایکل کورلئونه را بازی می‌کرد، پدربزرگ و مادربزرگ مادری‌اش اهل کورلئونه بودند
- نکته قابل ذکر: صحنه‌های مربوط به کورلئونه در فیلم در واقع در شهرهای ساواکا و فورزا دآگرو فیلمبرداری شده‌اند
پیشینه ادبی
- پیش از پدرخوانده، گراهام گرین در رمان "پرتقال کوکی" (۱۹۳۸) از نام مشابه "کولئونی" برای شخصیت رهبر باند رقیب استفاده کرده بود
- این رمان در سال ۱۹۴۷ به فیلمی پرطرفدار تبدیل شد
- شخصیت اصلی داستان با رهبر باند رقیب به نام "کولئونی" در شهر ساحلی برایتون درگیر می‌شود
این تأثیرات فرهنگی باعث شده‌اند کورلئونه به نمادی جهانی از مافیا در فرهنگ عامه تبدیل شود، هرچند این شهر در واقعیت بسیار متفاوت از تصویری است که در آثار هنری ارائه شده است. امروزه کورلئونه با وجود گذشته پیچیده‌اش، به مقصدی برای گردشگرانی تبدیل شده که می‌خواهند با تاریخ غنی سیسیل آشنا شوند.

## شخصیت‌های سرشناس
چهره‌های تاریخی و اجتماعی
- پلاسیدو ریزوتو: اتحادیه‌گر و فعال حقوق کارگران
- برناردینو وررو: رهبر جنبش فاشی سیسیلیانو
چهره‌های مافیایی
- تومازو گاگلیانو: از بنیانگذاران خانواده جنایی
- ایگنازیو دراگنا: از اعضای مافیای آمریکا
- تام دراگنا: از چهره‌های جنایت سازمانیافته
- جوزپه مورلو: معروف به "دست گیره‌ای"
- میشل ناوارا: از روسای کوزا نوسترا
- لوسیانو لگیو: از سرشناس‌ترین تبهکاران سیسیلی
- لئولوکا باگارلا: از اعضای باند کورلئونزی
- سالواتوره رینا: معروف به "قصاب"
- برناردو پروونزانو: معروف به "تراکتور"
- گائتانو رینا: از چهره‌های مافیای نیویورک
- چیرو ترانووا: معروف به "پادشاه آرتیشو"
سایر شخصیت‌ها
- آل پاچینو: بازیگر مشهور (پدربزرگ و مادربزرگش اهل کورلئونه بودند)
- برنارد کورلئونه: قدیس کاتولیک
نکته:
بسیاری از این افراد در رمان پدرخوانده و فیلم‌های آن الهام‌بخش شخصیت‌های داستانی بوده‌اند. خانواده کورلئونزی به عنوان یکی از خشونت‌طلب‌ترین گروه‌های مافیای سیسیلی شناخته می‌شدند.

## خواهرخوانده
شهر ویبو والنتسیا خواهرخواندهٔ کورلئونه هست.